# Pulau Ubin

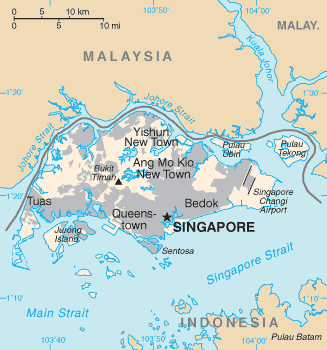
Mapa de Singapur donde se observa la ubicación de Pulau Ubin, al noreste

La Isla Ubin (en inglés: Ubin Island; chino: 乌敏岛; malayo: Pulau Ubin; tamil: உபின் தீவு) es una isla de 1.019 hectáreas (10,19 km²), localizada en el noreste de la ciudad estado de Singapur, al oeste de Pulau Tekong. Unos pocos miles de colonos en Pulau Ubin en la década de 1960 extrajeron granito, pero solo alrededor de un centenar de aldeanos viven allí hoy. Es una de las últimas zonas rurales que se encuentran en Singapur, con una abundancia de flora y fauna naturales.

## Etimología
El nombre de Pulau Ubin significa literalmente "Isla Granito" en malayo, lo que explica las numerosas canteras de granito abandonadas allí. La palabra Ubin se dice que es un término de Java que significa "piedra cuadrada". Para los malayos, la isla también es conocida como Pulau Batu Ubin, o " Isla de la Piedra Granito". Las rocas en la isla se utilizaron para realizar los pavimentos en el pasado y fueron llamados Jubin, que se redujo luego a Ubin.
La isla es conocida además como «chioh sua», que significa "cerro de piedra".

## Leyendas
Cuenta una leyenda local que Pulau Ubin se formó cuando tres animales procedentes de Singapur (una rana, un cerdo y un elefante) se retaban a una carrera para llegar a las costas de Johor. Los animales que fallaran se convertiría en piedra. Los tres se encontraron con muchas dificultades y no pudieron llegar a las costas de Johor. Por lo tanto, el elefante y el cerdo, juntos fueron convertidos en Pulau Ubin mientras que la rana se convirtió en Pulau Sekudu o Isla Rana.

## Historia
Pulau Ubin apareció por primera vez en un boceto en 1828 de la isla de Singapur como Pulo Obin y el mapa de Jackson y Franklin como Po.Ubin.

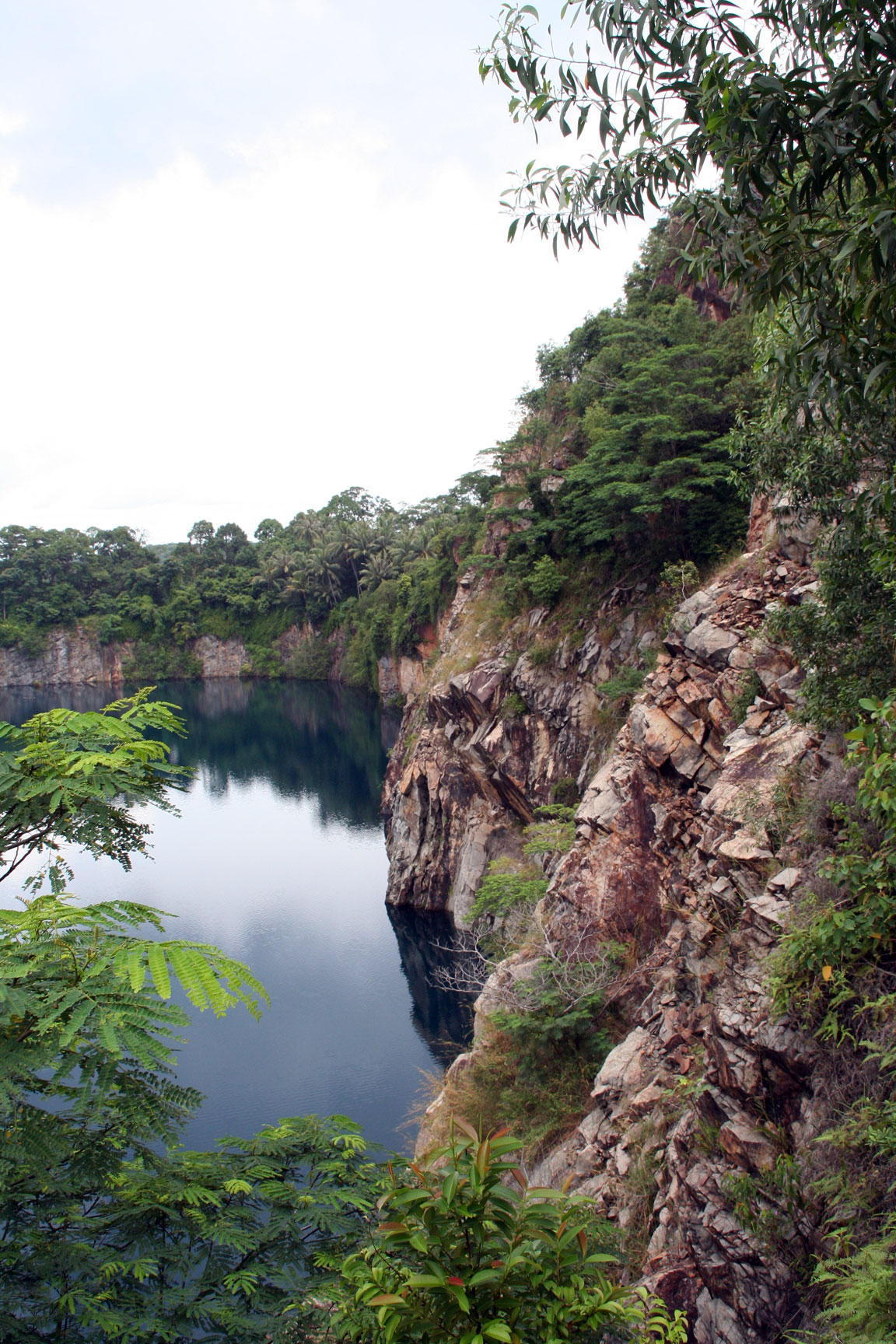
Paisaje de Pulau Ubin.

Desde la fundación británica de Singapur, la isla ha sido conocida por su granito. Las numerosas canteras de granito en la isla fueron el suministro de la industria de la construcción local. Los afloramientos de granito son especialmente espectaculares desde el mar debido a que sus surcos acanalados y los lados crean crestas y formas diversas en cada roca de granito. Estas características fueron capturadas en 1850 por las pinturas de John Turnbull Thomson - piedras de garganta de Pulo Ubin cerca de Singapur.(Grooved stones on Pulo Ubin near Singapore)
El granito de Pulau Ubin se utilizó en la construcción del Faro Horsburgh. Obreros trasladaban los bloques de roca enormes (30 por 20 pies) desde la isla a Pedra Branca, específicamente al sitio del faro, entre 1850 y 1851.
Más tarde, el granito se utilizó también para construir la calzada de Singapur-Johor. La mayoría de las canteras no se encuentran en funcionamiento hoy y están siendo lentamente recolonizadas por la vegetación o llenas de agua. Aparte de la explotación de canteras, la agricultura y la pesca fueron las principales ocupaciones de los habitantes de la isla en el pasado. También se le llama Selat Tebrau (tebrau es una especie de peces de gran tamaño).
En la década de 1970 como las canteras de granito habían cerrado y el empleo se redujo, los residentes comenzaron a abandonarla.
En la década de 1880, un número de malayos dirigidos por Endut Senin, se trasladaran desde el río Kallang a la isla con lo que comenzó la próspera comunidad malaya de la isla.
La Escuela Bin Kiang fue creada en 1952 para el número creciente de niños, con el dinero donado por los residentes chinos. Antes las clases se llevaron a cabo en la aldea wayang. Con una población estudiantil que llegó a contar con 400, la matrícula disminuyó a medida que la parte continental de Singapur se desarrollaba. La escuela cerró en 1985, y fue demolida el 2 de abril de 2000. Había también una escuela privada en 1956, que se cerró a finales de 1970.
Pulau Ubin se consideró adecuado para la construcción de varios cámpines. Outward Bound Singapur (OBS) se estableció en 1967 en Pulau Ubin, por el Dr. Goh Keng Swee, mientras que la Policía Nacional del Cuerpo de Cadetes (NPCC) abrió su sitio de 30 hectáreas ubicado entre Kamupung Bahru y Noordin Kampung.
El 3 de junio de 2005, el gobierno de Singapur ordenó que todos los agricultores que críen aves en la isla debían ser enviados a la isla principal de Singapur y criarlos en granjas aprobadas por el gobierno a raíz de la gripe aviar. A cambio, a los habitantes locales se les ofrecieron paquetes de vivienda del gobierno, a pesar de que podían elegir vivir en la isla.

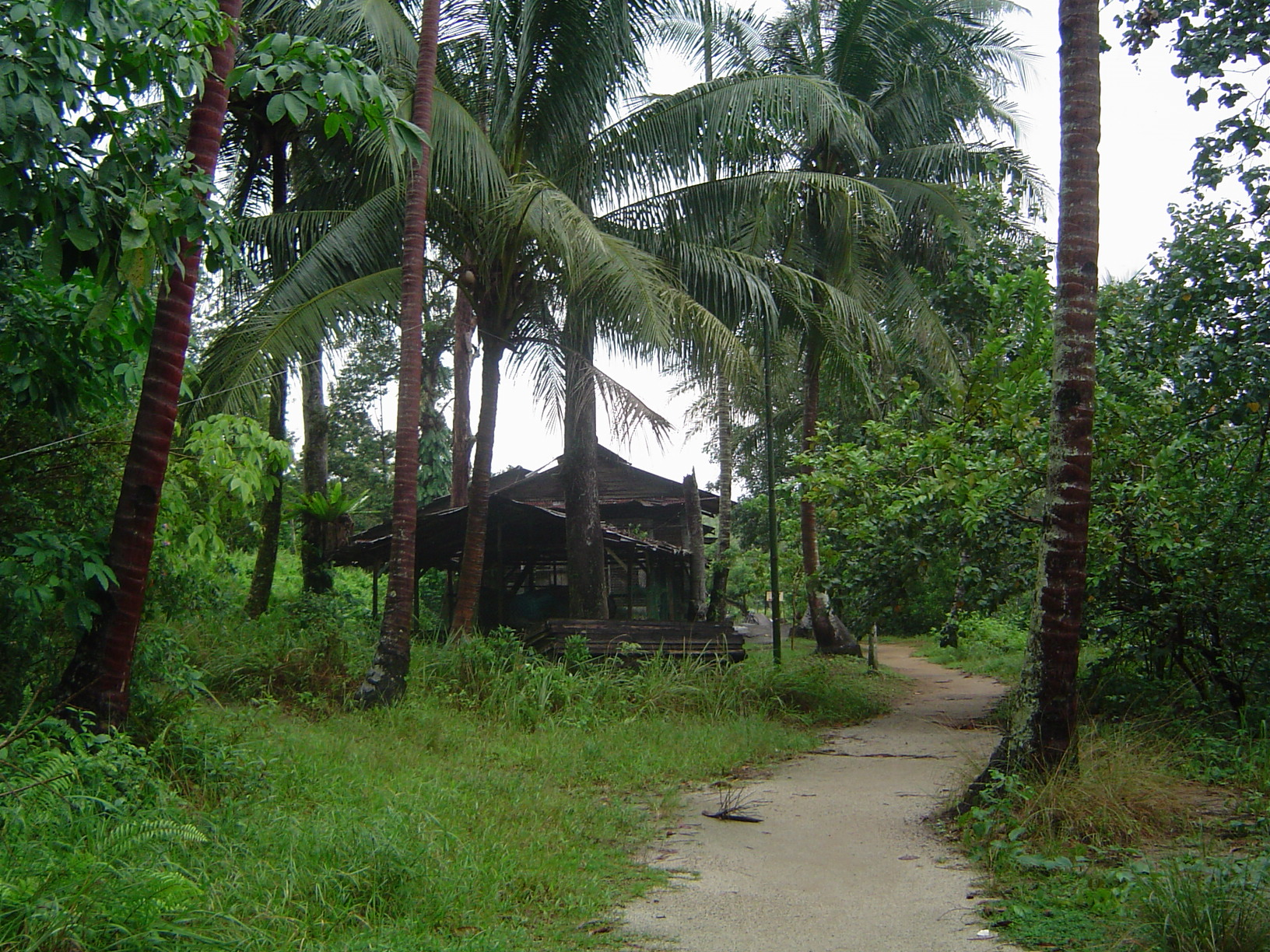
Paisaje rural común en Pulau Ubin, Singapur

En 2007, el Gobierno de Singapur decidió volver a utilizar la cantera de granito en Pulau Ubin debido a indicios de que Indonesia podría restringir las exportaciones de granito a Singapur.
El futuro de la isla está en manos del Gobierno de Singapur, que podrían retrasar su desarrollo prefiriendo concentrarse en volver a desarrollar el espacio existente en la isla de Singapur y cerca de Pulau Tekong. Por ahora Pulau Ubin es un paraíso con una forma antigua de vida rural.